# Axel Thue
Axel Thue (Tønsberg, 19 febbraio 1863 – Oslo, 7 marzo 1922) è stato un matematico norvegese.

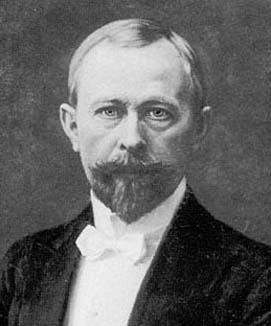
Axel Thue

È noto per le sue ricerche in teoria dei numeri e in combinatoria. Nel 1909 dimostrò il teorema di Thue, che costituirà la base del fondamentale teorema di Thue-Siegel-Roth sull'approssimazione diofantea. Propose anche il cosiddetto problema di Thue, che è stata la base della soluzione matematica del cubo di Rubik attraverso gruppi di permutazioni.

## Biografia
Studiò all'università di Oslo, dove si laureò nel 1889. Studiò un anno a Lipsia sotto la guida di Sophus Lie e a Berlino.
Tornato in Norvegia, sposò Lucie Collett Lund, che era dieci anni più giovane di lui; lavorò al collegio tecnico di Trondheim per dieci anni, prima di diventare professore di matematica applicata all'università di Oslo, dove lavorò per il resto della sua vita.